# Wilhelm Arnold von Ketteler zu Harkotten
Wilhelm Arnold von Ketteler zu Harkotten (* 1753; † 1820) war ein römisch-katholischer Geistlicher und Domherr in Hildesheim, Paderborn und Münster.

## Leben

### Herkunft und Familie
Wilhelm Arnold von Ketteler zu Harkotten entstammte der westfälischen Adelsfamilie von Ketteler und war der Sohn des Goswin Lubbert von Ketteler zu Harkotten und dessen Gemahlin Bernhardina Dorothea von Korff zu Harkotten. Seine Brüder Clemens August und Matthias Benedikt waren
Domherren in Münster.

### Werdegang und Wirken
Nach einem Studium und dem anschließenden Biennium in Dijon, welches Voraussetzung für einen geistlichen Beruf war, erhielt Wilhelm Arnold im Jahre 1777 eine Dompräbende in Hildesheim, nachdem sein Bruder Matthias Benedikt verzichtet hatte. 1789 wurde er hier Domkellner. Mit päpstlichem Zuspruch kam er 1779 in den Besitz der Paderborner Dompräbende, die durch den Tod des Domherrn Franz Karl von Landsberg zu Erwitte frei geworden war. Nach dem Verzicht des Domherrn Friedrich Wilhelm von Westphalen kam er 1793 in den Besitz eines Domkanonikats in Münster. Fürstbischof von Fürstenberg machte ihn zum Hildesheimer Kammerpräsidenten. Wilhelm Arnold war Subdiakon.